# Борка
Борка (рум. Borca) — село у повіті Нямц в Румунії. Входить до складу комуни Борка.
Село розташоване на відстані 305 км на північ від Бухареста, 52 км на північний захід від П'ятра-Нямца, 136 км на захід від Ясс.

## Населення
За даними перепису населення 2002 року у селі проживали 1099 осіб. Рідною мовою 1097 осіб (99,8%) назвали румунську.
Національний склад населення села:
| Національність | Кількість осіб | Відсоток |
| -------------- | -------------- | -------- |
| румуни         | 1077           | 98,0%    |
| цигани         | 20             | 1,8%     |